# Nongoma
Nongoma - miasto w Republice Południowej Afryki, położone w prowincji KwaZulu-Natal, w dystrykcie Zululand, w gminie Nongoma której jest siedzibą administracyjną.